# За Партију и Тита
За Партију и Тита: партизански покрет у Србији 1941–1944. је историјска монографија историчара др Немање Девића, објављена 2021. године у издању Службеног гласника.

## Опис
Монографија представља нешто измењену докторску дисертацију Немање Девића под називом Партизански покрет у Србији 1941–1944, коју је 2020. године одбранио на Филозофском факултету Универзитета у Београду, под менторством проф. др Мире Радојевић, дописног члана Српске академије наука и уметности, а чланови комисије су били проф. др Александар Животић, др Коста Николић и Бојан Димитријевић (научни сарадници на Институту за савремену историју).
Књига прати делатност Комунистичке партије Југославије и партизанског покрета на тлу окупиране Србије, од Априлског рата 1941. године до ослобођења 1944. године. Осим прегледа општих догађаја, аутор се темељно бави и неким од питања која су најчешће била предмет полемика, попут предаје заробљених партизана Немцима 1941. године и масакра у Вранићу.